# Bella Block: Vorsehung
Vorsehung ist ein deutscher Fernsehfilm von Max Färberböck aus dem Jahr 2009. Es handelt sich um den 28. Filmbeitrag der ZDF-Kriminalfilmreihe Bella Block. Für ihren Kollegen Jan Martensen (Devid Striesow) ist es der 10. Fall.

## Handlung
Die frisch pensionierte Kommissarin Bella Block holt ein 17 Jahre alter Fall wieder ein. Damals wurden die Eltern eines 19-jährigen Mädchens vor deren Augen erschossen. Holger Thom, der Täter, war 27 Jahre alt. Bei einer Ausstellung erblickt sie eine Skulptur, die sie interessiert und wie sich herausstellt von Thom stammt, der inzwischen wieder in Freiheit ist. Bella Block ist in Unruhe, da sich Holger Thom dem Mädchen von damals – inzwischen zu einer jungen Frau mit zwei Kindern herangewachsen – annähert. Sie will mit aller Macht verhindern, dass sich eine ähnliche Tragödie wiederholt.
Bella Block kann kaum noch schlafen. Sie beginnt sich mit dem neuen Leben von Holger Thom zu beschäftigen. Sowohl der Bewährungshelfer als auch der Psychologe der Haftanstalt sind überzeugt, dass Thom sich grundlegend geändert hat. Nach deren Auffassung verdiene jeder eine zweite Chance. Doch Bella hält Thom für eine tickende Zeitbombe, egal wie brav er sich bei den Psychologen gegeben hat. Er täuscht alle, das wäre sein System.
Nachdem Helen Niemann und ihr Mann von der Entlassung Thoms erfahren, sind auch sie verstärkt wachsam. Hendrik Niemann ist sich sicher, ihn vor der Schule seiner Kinder gesehen zu haben. Bei einer zweiten, scheinbar zufälligen, Begegnung in einem Lokal, geht Hendrik Niemann in die Offensive und droht Thom an ihn umzubringen, wenn er sich noch einmal seiner Familie nähern würde. Auch Helen Niemann sucht die Konfrontation, um ihr erneutes Trauma zu überwinden. Thom sichert ihr zu, sie in Ruhe zu lassen. Als ihr Mann herausfindet, dass sich seine Frau mit dem Mann getroffen hat, der vor ihren Augen ihre Eltern ermordet hatte, ist er außer sich. Nur schwer kann er dies nachvollziehen.
Bella Block befürchtet nach wie vor das Schlimmste; eine Art Wiederholung der Tragödie von damals. Obwohl sich Holger Thom anscheinend unauffällig und geläuterte verhält, befürchtet sie, dass er erneut zuschlägt. Und damit soll sie recht behalten. Alle Zweifler in Sicherheit wiegend, täuscht er eine Reise ins Ausland vor. Einzig Bella Block fragt bei der Fluggesellschaft nach, ob Thom wirklich an Bord gewesen ist. In diesem Moment klingelt es zu später Stunde an ihrer Haustür und als sie öffnet wird sie brutal niederschlagen. Anschließend begibt sich Thom zum Haus der Niemanns, setzt den Hausherrn außer Gefecht und bittet die völlig paralysierte Helen Niemann sich zu ihm an den Tisch zu setzen. Er erklärt ihr, dass alles eine Vorsehung sei, dass sie beide sich wieder begegnen würden. Daraufhin schießt er auf sie und tötet sich anschließend selbst.
Bella Block ist froh, dass der Alptraum ein Ende hat und Helen Niemann überlebt hat.

## Hintergrund
Der Film wurde in Hamburg gedreht und am 28. November 2009 um 20:15 Uhr im ZDF erstausgestrahlt und erreichte 4,77 Millionen Zuschauer, was einen Marktanteil von 15,2 Prozent entsprach.

## Kritik
Rainer Tittelbach von tittelbach.tv urteilte: „Die Black Box Mensch ist das Zentrum der Geschichte, die sich dem psychologischen Realismus-Konzept des Genres Fernsehkrimi widersetzt. Nicht alles, was Menschen tun, ist erklärbar. Ein Mord ist ein Mord ist ein Mord. Im Showdown ohne Block spielt die pure Angst die Hauptrolle und der Zuschauer sitzt mit ihr am Küchentisch.“
Bei quotenmeter.de wertete Julian Miller:„Im Zentrum der Folge stehen nicht Bella Block und ihre Ermittlungen, sondern der vor Kurzem aus der Haft entlassene Mörder Holger Thom, den Wotan Wilke Möhring mit viel Liebe zum Detail in Szene setzt. Hier handelt es sich größtenteils um das Psychogramm eines sadistischen Psychopathen, der zu jeder Zeit wieder zuschlagen kann. Dieses Porträt ist äußerst spannend und interessant, wenn auch so manche Szene viel zu suggestiv umgesetzt wurde, etwa wenn eine Monologszene von Holger Thom minutenlang im Dunkeln stattfindet.“
Die Kritiker der Fernsehzeitschrift TV Spielfilm vergaben für die „Eine eindringliche Opfer-Täter-Studie“ die beste Wertung (Daumen nach oben) und meinten: „Möhring als Täter entwickelt eine beunruhigende, ja verstörende Präsenz.“ Fazit: „Eine eindringliche Opfer-Täter-Studie.“